# Alexandre Cavalcanti
Alexandre Oliveira Cavalcanti, más conocido como Alexandre Cavalcanti, (Almada, 27 de diciembre de 1996) es un jugador de balonmano portugués que juega de lateral izquierdo en el MT Melsungen. Es internacional con la selección de balonmano de Portugal.
Su primer gran campeonato con la selección fue el Campeonato Europeo de Balonmano Masculino de 2020.

## Palmarés

### Benfica
- Copa de Portugal de balonmano (2): 2016, 2018
- Supercopa de Portugal de balonmano (2): 2016, 2018

### Nantes
- Copa de la Liga de balonmano (1): 2022
- Trofeo de Campeones (1): 2022
- Copa de Francia de balonmano (2): 2023, 2024

## Clubes
| Club         | País     | Año         |
| ------------ | -------- | ----------- |
| SL Benfica   | Portugal | 2014 - 2019 |
| HBC Nantes   | Francia  | 2019 - 2024 |
| MT Melsungen | Alemania | 2024 - Act. |